# Liste der Landschaftsschutzgebiete im Landkreis Leer
Die Liste der Landschaftsschutzgebiete im Landkreis Leer enthält die Landschaftsschutzgebiete des Landkreises Leer in Niedersachsen.
| Bild | Nummer        | Bezeichnung des Gebietes         | Fläche in Hektar | WDPA-ID   | Koordinaten | Datum der Verordnung |
| ---- | ------------- | -------------------------------- | ---------------- | --------- | ----------- | -------------------- |
|      | LSG LER 00002 | Südgeorgsfehner Moor             | 69,00            | 390382    | Position    | 2009                 |
|      | LSG LER 00003 | Rheiderland                      | 8750,00          | 555547222 | Position    | 2011                 |
|      | LSG LER 00014 | Langholter Meer und Rhauder Meer | 204,00           | 322519    | Position    | 1966                 |
|      | LSG LER 00015 | Stiekelkamper Wald und Umgebung  | 175,00           | 324852    | Position    | 1969                 |
|      | LSG LER 00016 | Heseler Wald und Umgebung        | 863,00           | 321582    | Position    | 1969                 |
|      | LSG LER 00017 | Filsumer Moor                    | 45,00            | 320801    | Position    | 1975                 |
|      | LSG LER 00019 | Norderkolk und Umgebung          | 52,00            | 323263    | Position    | 1978                 |
|      | LSG LER 00020 | Boekzeteler Meer und Umgebung    | 100,00           | 320008    | Position    | 1966                 |
|      | LSG LER 00021 | Oldehave                         | 200,00           | 323495    | Position    | 1975                 |